# Desis tangana
Espèce
Desis tangana est une espèce d'araignées aranéomorphes de la famille des Desidae.

## Distribution
Cette espèce se rencontre en Afrique de l'Est.

## Description
Le mâle mesure 11 mm et la femelle 9 mm.

## Étymologie
Son nom d'espèce lui a été donné en référence au lieu de sa découverte, Tanga.

## Publication originale
- Roewer, 1955 : Araneae Lycosaeformia I. (Agelenidae, Hahniidae, Pisauridae) mit Berücksichtigung aller Arten der äthiopischen Region. Exploration du Parc National de l'Upemba Mission G. F. De Witte, vol. 30, p. 1-420.